# Elasticitate
Elasticitatea (din greacă ἐλαστός, ductil) este capacitatea unui corp de a rezista unei acțiuni deformatoare și de a reveni la dimensiunea și forma originală atunci când această influență sau forță este îndepărtată. Obiectele solide se deformează atunci când se aplică forțe adecvate asupra lor. Dacă materialul este elastic, obiectul revine la forma și mărimea inițială când aceste forțe sunt îndepărtate.
În mecanică, elasticitatea reprezintă proprietatea unor corpuri de a suferi deformări elastice, care pot fi: de volum (la fluide, solide), când în corp se generează reacțiuni elastice, sau de formă (la solide), când apar forțe elastice - la încercarea de modificare a formei (răsuciri, îndoiri etc) .
Forța elastică este o forță centrală care are la origine o deformație elastică a unui mediu,direct proporțională cu deformația x, dar de sens contrar (legea lui Hooke):
{\displaystyle {\vec {\mathbf {F} }}=-k{\vec {\mathbf {x} }}\,.}